# Ciencia en la Antigua Roma

Pont du Gard, puente que sirve a la vez de viaducto y acueducto. Las técnicas romanas de construcción de obras públicas eran notabilísimas y eficaces. En concreto, la necesidad de salvar grandes distancias para el suministro de agua a las ciudades se resolvió con una ingeniería hidráulica muy ingeniosa.

La ciencia en la Antigua Roma no conoció un desarrollo importante en Roma en el campo de la teoría o de la investigación pura, limitándose los autores romanos a recopilar conocimientos anteriores.
El De divinatione de Cicerón (44 a. C.), que rechaza la astrología y otras técnicas supuestamente adivinatorias, es una rica fuente histórica para conocer la concepción de la cientificidad en la antigüedad romana clásica.
Plinio el Viejo (23–79) recopiló en su Naturalis Historia la ciencia en la Antigua Grecia. A pesar de que la ciencia en la Antigua Roma no tuvo el mismo desarrollo que en la cultura helénica, fue una civilización con enormes avances en cuanto a la sistematización y organización del conocimiento clásico.
Los romanos se destacaron en la tecnología aplicada, sobre todo en agricultura, obras públicas y tecnología militar: molinos hidráulicos, sistema de calefacción central y aislamiento contra la humedad de las viviendas; catapultas, ballestas, torres de asalto instaladas sobre ruedas; faros en los puertos y, sobre todo, un sistema de construcción de calzadas, con firme de piedra amalgamada con mortero, bordillos y zanjas de desagüe, que han permitido que aún se conserve gran parte del trazado viario romano. El desarrollo de la ingeniería en instrumentos de alta construcción, como poleas, grúas, molinos, así como el desarrollo del arco en la arquitectura establecen precedentes en la forma de concebir la tecnología y la ciencia aplicada. La organización de las ciudades y el establecimiento de nuevos mecanismos de transporte y comunicación son también parte de sus desarrollos ingenieriles. Destaca el trabajo de Plinio, el viejo como un heredero de la filosofía natural helénica, quien recopila en más de 37 volúmenes y textos diversas observaciones de la filosofía natural en latín. Claudio Ptolomeo en Almagest describe un modelo de movimiento planetario, así como también su obra populariza la idea geocéntrica del universo. El establecimiento del calendario romano basado en los ciclos del sol, así como en su propia mitología son también parte de la herencia científica de Roma.
En medicina retoman las diversas influencias de las escuelas helénicas de Hipócrates y Asclepiades. El temor de la helenización por parte de Cator y otros intelectuales romanos mantuvo la práctica médica desregulada durante gran parte de la república y el imperio. La educación médica era privada y su desempeño basado en prácticas no sistemáticas. El principal autor del periodo fue Galeno, quien sistematizó y reprodujo durante su vida la obra de la medicina helénica al latín, así como incluyó detalladas descripciones de disecciones animales y humanas. Estos trabajos fueron de enorme influencia durante la Edad Media. También hay registro de que Celso practicó técnicas de cirugía plástica durante su vida.

## Construcciones
Las construcciones romanas más importantes fueron:
- Los teatros. se representaban obras de arte.
- Los anfiteatros. Donde luchaban gladiadores.
- Los circos. Donde se hacían carreras de carros.
- Las termas. Donde se bañaban y hacían gimnasia.
- Los arcos de triunfo. Recordaban hechos históricos y personajes.
- Los acueductos. Para canalizar y abastecerse de agua de lluvia.
- Los huertos. Donde se introdujeron diferentes cultivos.

## Calendario
El calendario romano fue el primer sistema para dividir el tiempo en la Antigua Roma. Según la tradición mítica, el calendario romano fue creado por uno de sus dos primeros reyes, Rómulo. 
El primitivo calendario romano fijaba la duración de los meses en 29 días, 12 horas y 44 minutos con meses lunares de 29 o 30 días. El mes era la fracción mayor y el día la menor, aunque después se dividió en horas. 
Los romanos consideraban que el día se iniciaba a medianoche. Al establecerse el año (de annus = anillo) le fijaron una duración de 10 meses (sistema decimal), pero más tarde, por influencia griega, se pasó al año de 12 meses, con 368 días y ¾ de otro, con meses de 30 y 29 días alternativamente, y cada dos años un año con 13 meses, ajustándose progresivamente el sistema suprimiéndose o agregándose días. Así se estableció un año que comenzaba en primavera (en el mes dedicado al dios de la guerra Marte, o sea el mes martius = 'marzo'), luego seguía el mes que se abre (aprilis = 'abril'), el del crecimiento (maius = 'mayo') y el del florecimiento (junius = junio). Luego los meses seguían por orden del quinto al décimo: quintilis (julio), sextilis (agosto), septembris (septiembre), octobris (octubre), novembris (noviembre) y decembris (diciembre); seguía el mes de apertura de los trabajos agrícolas (januarius = enero) y el mes de las purificaciones (februarius = febrero). Si se añadía otro mes, este no tenía nombre pero se le llamaba mercedonius por estar consagrado a la paga.
Con los progresivos reajustes se fijaron meses de 31 días (marzo, mayo, julio y octubre), de 28 días (febrero, que cada cuatro años tenía 29 días) y de 29 días (los demás), intercalándose un mes de 27 días cada dos años. Así el primer y el tercer año del ciclo tenían 355 días cada uno; el segundo año 383 días; y el cuarto año 382 días, o sea en total 1474 días. Cada mes se dividía en semanas de entre 4 y 9 días: la segunda y cuarta semana del mes eran de 8 días, la tercera de 9 días (salvo en febrero que eran 8 y en el intercalar que eran 7) y la primera semana era de 6 días en los meses de 31 y de 4 en los demás. El anuncio de la duración de la primera semana se llamaba anuncio de las calendas, a las semanas de nueve días el noveno día se llamaba nonae o nonas y al primer día de la tercera semana se le llamaba idus (o ides). A cada periodo de cinco años se le llamaba lustro, debido a que se hacían sacrificios (lustrum) el año después de la revisión del censo que era cada cuatro años.

## Medicina
La medicina romana es la medicina desarrollada en la Antigua Roma.
La civilización etrusca, antes de importar los conocimientos de la medicina griega, apenas había desarrollado un corpus médico de interés, si se exceptúa una destacable habilidad en el campo de la odontología. Pero la importancia creciente de la metrópoli durante las primeras épocas de expansión va atrayendo a importantes figuras médicas griegas y alejandrinas que acaban por conformar en Roma el principal centro de saber médico, clínico y docente del área mediterránea.
Las figuras médicas más importantes de la Antigua Roma fueron Asclepíades de Bitinia (124 o 129 a. C. – 40 a. C.), Celso y Galeno. El primero, abiertamente opuesto a la teoría hipocrática de los humores, desarrolló una nueva escuela de pensamiento médico basada en los trabajos de Demócrito, la Escuela metódica, que explica la enfermedad a través de la influencia de los átomos que atraviesan los poros del cuerpo, en un anticipo de la teoría microbiana. Algunos médicos adscritos a esta escuela fueron Temisón de Laodicea, Tésalo de Trales o Sorano de Éfeso, el redactor de la primera biografía conocida de Hipócrates.
Entre los años 25 a. C. y 50 de nuestra era vivió otra figura médica de importancia: Aulo Cornelio Celso. En realidad no hay constancia de que ejerciera la medicina, pero se conserva un tratado de medicina (De re medica libri octo) incluido en una obra mayor, de carácter enciclopédico, llamada De artibus (Sobre las artes). En este tratado de medicina se incluye la definición clínica de la inflamación que ha perdurado hasta nuestros días: «Calor, dolor, tumor y rubor» (a veces también expresada como: «Tumor, rubor, ardor, dolor»). También encontramos descritas operaciones de cirugía plástica, extirpación de pólipos nasales, amígdalas, etc.
Con el comienzo de la era cristiana se desarrolló otra escuela médica en Roma, la Escuela Pneumática. Si los hipocráticos se referían a los humores líquidos como la causa de la enfermedad y los atomistas acentuaban la influencia de las partículas sólidas denominadas átomos, los pneumáticos verían en el pneuma (gas) que penetra en el organismo a través de los pulmones, la causa de los trastornos patológicos padecidos por el ser humano. Fueron seguidores de esta corriente de pensamiento Ateneo de Atalia o Areteo de Capadocia.
En Roma la casta médica se organizaba ya (de un modo que recuerda a la actual división por especialidades) en médicos generales (medici), cirujanos (medici vulnerum, chirurgi), oculistas (medici ab oculis), dentistas y los especialistas en enfermedades del oído. No existía una regulación oficial para ser considerado médico, pero a partir de los privilegios concedidos a los médicos por Julio César se estableció un cupo máximo por ciudad. Por otra parte, las legiones romanas disponían de un cirujano de campaña y un equipo capaz de instalar un hospital (valetudinaria) en pleno campo de batalla para atender a los heridos durante el combate.
Uno de estos médicos legionarios, alistado en los ejércitos de Nerón, fue Pedanio Dioscórides de Anazarbus (Cilicia), el autor del manual farmacológico más empleado y conocido hasta el siglo XV. Sus viajes con el ejército romano le permitieron recopilar un gran muestrario de hierbas (unas seiscientas) y sustancias medicinales para redactar su magna obra: De materia medica (Hylikà, conocido popularmente como «el Dioscórides»).
Pero la figura médica romana por excelencia fue Claudio Galeno, cuya influencia perduraron hasta el siglo XVI. Galeno ya practicaba la disección de cadáveres, pero con animales, porque estaba muy mal visto el estudio anatómico de cadáveres humanos, lo cual lo llevó a cometer ciertos errores anatómicos y fisiológicos que perduraron hasta Vesalio. Fue el principal exponente de la escuela hipocrática, pero su obra es una síntesis de todo el saber médico de la época. Sus tratados se copiaron, tradujeron y estudiaron durante los siguientes trece siglos, por lo que es considerado uno de los médicos más importantes e influyentes en la medicina occidental.
A juzgar por lo que apareció en casa de un médico de Pompeya, los materiales quirúrgicos no eran excesivamente rudimentarios. Existen indicios de que conocían el espejo dental y las propiedades antisépticas de ciertos ungüentos. La enseñanza de la medicina era privada y no había títulos. Cualquiera podría practicarla, incluso en la época imperial cuando eximen a los médicos de pagar impuestos y del servicio militar. La mayoría de los médicos eran griegos y judíos. No hubo un gran avance de la medicina en la civilización romana debido a que no había interés por la investigación experimental, y porque se obsesionaba con escribir libros de medicina en verso. Sammórico (inventor de la fórmula mágica Abracadabra) fue el introductor de esta moda que gobernará la Edad Media.
En cuanto a la organización sanitaria, el gran aporte romano fue el sistema hospitalario. No obstante, sus inicios eran no más que la habilitación de un refugio para que pudiesen morir los enfermos pobres: la llamada illa tiberiana. Con la extensión del imperio, se fueron creando los hospitales militares en lugares estratégicos. Tras estos hospitales, aparecieron los hospitales de caridad. El primero fue fundado por Fabiola de Roma, constituye el primer antecedente documentado de la «medicina social» e hizo de ella una de las mujeres más famosas en la historia de la medicina organizada. En ese hospital, los pobres eran atendidos gratuitamente. Las excavaciones arqueológicas revelaron el plano y el arreglo de ese edificio único en su tipo en el cual las habitaciones y los pasillos para los enfermos y los pobres se agrupaban ordenadamente en torno al cuerpo edilicio principal, organizado en repartos, según las diferentes clases de enfermos. Según el historiador Camille Jullian, la fundación de este hospital constituye uno de los acontecimientos soberanos de la historia de la civilización occidental. Según Henry Chadwick, emeritus regius professor en la Universidad de Cambridge e historiador del cristianismo primitivo, la práctica de la caridad expresada de forma eminente a través del cuidado de los enfermos fue probablemente una de las causas más poderosas de la expansión del cristianismo. Ya en el año 251, la Iglesia de Roma apoyaba a más de 1 500 personas en situación de necesidad. A pesar de la existencia de los protohospitales de campaña romanos, el Imperio careció de conciencia hospitalaria social hasta la fundación de los primeros grandes hospitales cristianos. En Oriente se fundó el hospital Basiliade cerca de Capadocia (inspirado por Basilio de Cesarea), y otro hospital en Edesa por parte de Efrén el Sirio, con trescientas camas para apestados.